# Municipio de Paulding
El municipio de Paulding (en inglés: Paulding Township) es un municipio ubicado en el condado de Paulding en el estado estadounidense de Ohio. En el año 2010 tenía una población de 4022 habitantes y una densidad poblacional de 42,88 personas por km².

## Geografía
El municipio de Paulding se encuentra ubicado en las coordenadas 41°7′29″N 84°37′39″O / 41.12472, -84.62750. Según la Oficina del Censo de los Estados Unidos, el municipio tiene una superficie total de 93.81 km², de la cual 93.53 km² corresponden a tierra firme y (0.29%) 0.27 km² es agua.

## Demografía
Según el censo de 2010, había 4022 personas residiendo en el municipio de Paulding. La densidad de población era de 42,88 hab./km². De los 4022 habitantes, el municipio de Paulding estaba compuesto por el 91.82% blancos, el 2.29% eran afroamericanos, el 0.55% eran amerindios, el 0.27% eran asiáticos, el 0.02% eran isleños del Pacífico, el 2.54% eran de otras razas y el 2.51% pertenecían a dos o más razas. Del total de la población el 7.76% eran hispanos o latinos de cualquier raza.